# Banded Glacier
Der Banded Glacier (dt. etwa „gebänderter Gletscher“ oder „gestreifter Gletscher“) ist ein Gletscher an den Nordhängen des Mount Logan im North Cascades National Park im US-Bundesstaat Washington. Der Gletscher ist etwa 0,60 mi (1 km) lang und fließt unmittelbar östlich des Gipfels des Mount Logan bis auf eine Höhe von etwa 7.200 ft (2.195 m) herab, wo er in einem Eisstausee endet.